# Xanthomera
Xanthomera là một chi bướm đêm thuộc họ Noctuidae.